# Serrat del Puigverd
El Serrat del Puigverd és una muntanya de 452 metres que es troba al municipi de Foradada, a la comarca catalana de la Noguera.